# Интифада Аль-Аксы
Интифада Аль-Аксы (араб. انتفاضة الأقصى‎; ивр. אינתיפאדת אל-אקצה‎) — вооружённое восстание палестинских арабов против израильской власти на территории Западного берега реки Иордан и Сектора Газа. Также известна как «Вторая палестинская интифада», в продолжение 1-й интифады, начавшейся в 1987 году и завершившейся с подписанием Соглашений в Осло (август 1993) и созданием в 1994 году Палестинской автономии.
Была начата 27 сентября 2000 года и характеризуется усилением Арабо-израильского конфликта. «Интифада» переводится с арабского дословно как «восстание». Аль-Акса — название известной мусульманской мечети, построенной в VIII веке на Храмовой горе в Иерусалиме. Это место является наиболее священным в иудаизме и третьим по святости в исламе.

## Исторический обзор
В 1993 году между Израилем и ООП в Осло были подписаны мирные соглашения, в результате которых на частях Западного берега реки Иордан и сектора Газы была образована Палестинская национальная администрация (ПНА).
Соглашения также предусматривали обязательства ПНА по принятию необходимых мер для предотвращения актов террора против Израиля
Подписание соглашений ознаменовало конец первой интифады. Согласно соглашениям, в течение 5 лет предполагалось достичь окончательного решения палестино-израильского конфликта. Однако окончательное соглашение достигнуто не было.

### Саммит в Кэмп-Дэвиде
В июле 2000 года в Кэмп-Дэвиде (США) прошли переговоры между президентом США Биллом Клинтоном, премьер-министром Израиля Эхудом Бараком и председателем ПНА Ясиром Арафатом. Целью переговоров было принятие соглашений об образовании независимого Палестинского государства и окончательном урегулировании палестино-израильского конфликта.
Однако стороны не смогли преодолеть противоречия по вопросу статуса Восточного Иерусалима, проблеме палестинских беженцев и ряду других вопросов. Окончательное соглашение не было заключено. В неудаче переговоров Израиль и США, с одной стороны, и ПНА — с другой, обвинили друг друга.

### Между саммитом и началом интифады
После провала саммита в Кэмп-Дэвиде, Арафат просил о новой встрече, и в ходе её подготовки был установлен канал связи между его и израильской переговорными группами.
10 сентября 2000 года центральный комитет ООП решил отказаться от одностороннего провозглашения независимости Палестинского государства, которое было ранее намечено на этот день. Это решение объяснялось опасением, что в случае подобного шага Израиль может так же односторонне аннексировать участки «Западного берега», а также опасением остановить мирные переговоры. Рассмотрение решения о провозглашении независимости было отложено на 15 ноября. В то же время в палестинском руководстве назревала неудовлетворённость ходом переговоров и позицией Израиля и США, особенно по вопросу о Восточном Иерусалиме.
19 сентября 2000 года израильское правительство объявило о прекращении переговоров с ПНА на неопределённый срок, объясняя своё решение тем, что Ясир Арафат «ужесточил свою позицию по нерешённым вопросам». Саиб Эрикат, ведший переговоры со стороны ПНА, заявил, что «это достойное сожаления решение» и, что израильская сторона пытается «обвинить в провале переговоров палестинцев, в то же время закрывая двери для любого прогресса».
В сентябре 2000 г., руководство ПНА начало предоставлять краткосрочные отпуска (сроком от недели и больше) десяткам заключённых членов ХАМАСа и «Исламского Джихада». Некоторые из них были приговорены к срокам от 10 до 20 лет, и участвовали в террористической деятельности против Израиля, в том числе и терактах-самоубийствах после Соглашений в Осло. Израильские военные были обеспокоены возвратом ПНА к «политике вращающихся дверей», и возможностью террористов восстановить контакты со своими «коллегами» на свободе.

## Мнения о причинах начала интифады
Ряд источников прямо связывает начало интифады с решением Арафата и считает, что Арафат готовил интифаду ещё до начала переговоров в Кэмп-Дэвиде.
Профессор права Гарвардского университета Алан Дершовиц пишет:
- Арафат выбрал войну. Согласно его министру, Арафат потребовал начать подготовку к началу интифады сразу после его возвращения из Кэмп-Дэвида (о том же[23]).

В статье о докладе Государственного департамента США о первых шести месяцах насилия, Д. Шенкер пишет о том, что официальные лица ПНА приняли на себя полную ответственность за её организацию. Так, по словам министра связи ПНА, И. Фалауджи в марте 2001 года, интифада была не спонтанным событием, а тщательно спланированным ответом на провал саммита в Кэмп-Дэвиде, что опровергает версию о «народном восстании».
Чарльз Краутхаммер, американский журналист, считает, что
- (Арафат) […] начал интифаду, чтобы силой получить всё то, что ему обещал премьер-министр Израиля Эхуд Барак на переговорах в Кэмп-Дэвиде, ничего не давая взамен[25][26].

Согласно израильской организации «The Jerusalem Center for Public Affairs», ещё в начале 2000 г. Арафат, выступая перед молодыми членами ФАТХ в Рамалле, намекал, что, похоже, палестинцам придётся вернуться к опции интифады.
В июле 2000 г. издание «Al-Shuhada», распространяемое только среди сотрудников силовых ведомств ПА, писало:
- «От делегации на переговорах (в Кэмп-Дэвиде), возглавляемой нашим руководителем и символом Абу Аммаром (Ясиром Арафатом), к храброму народу Палестины — будьте готовы. Битва за Иерусалим началась»[21][23].

Уже после возвращения Арафата в Газу — комиссар полиции Палестинской автономии генерал Гази Джабали сказал в интервью официальной палестинской газете «Аль-Хайят аль-Джадида», опубликованном в номере от 14 августа:
- «Когда час конфронтации пробьёт, палестинская полиция будет в первых рядах вместе с благородными сынами палестинского народа»[21].

Фрейх Абу Миддейн, министр юстиции автономии, сказал в интервью той же газете, опубликованном 24 августа 2000 года:
- «Вооружённая борьба на пороге, и палестинский народ готов принести в жертву даже 5 тысяч своих сынов»[21].

Другое официальное издание ПНА, «Аль-Сабах» («Утро»), в номере от 30 августа:
- «Мы объявим всеобщую интифаду за Иерусалим. Время интифады пришло, время для джихада пришло»[21].

Политический советник Арафата М. Кнафани пишет, что Арафат думал об интифаде ещё в 1995 г., когда был убит глава правительства Израиля Ицхак Рабин и «всё стало происходить в другой атмосфере», и в 1997 году, с момента прихода к власти в Израиле Нетаниягу, который (по словам Кнафани) «отказался от мирного процесса».
Американский журналист Ramzy Baroud (International Socialist Review) напротив, утверждает, что Израиль ставил своей целью спровоцировать интифаду с целью свернуть мирный процесс.
Кандидат политических наук, научный сотрудник ИМЭМО РАН Андрей Яшлавский, считает, что во многом на решение начать интифаду повлиял односторонний выход Израиля из Южного Ливана в мае 2000 года, который многие в арабском мире расценили как победу «Хезбаллы».
В ноябре 2002 г. Абу Мазен назвал «интифаду Аль-Аксы», начатую палестинцами более двух лет назад, «ошибкой» и призвал к прекращению террора против Израиля, иносказательно обвинив Арафата в причастности к бедственному положению палестинцев.
Израильский историк Бени Моррис полагает, что события 28 и 29 сентября 2000 года, положившие начало интифаде, были спонтанными.
В то же время, согласно данным израильской разведки, после провала Кэмп-Дэвидских переговоров палестинская администрация начала создавать запасы основных продуктов, готовясь к предстоящему противостоянию.
Согласно Д.Россу, в сентябре 2000 года Арафат знал о том, что США готовят представить свои предложения на новой конференции, и поэтому начал интифаду, считая, что насилие создаст давление на Израиль, США и остальной мир. США также просили Арафата предотвратить насилие, начавшееся после визита Шарона на Храмовую гору, но он «даже не пошевелил пальцем».

## Начало интифады
27 сентября 2000 года на перекрёстке Нецарим в секторе Газа взорвались два заряда взрывчатки. В результате теракта был тяжело ранен солдат бригады «Гивати», сопровождавший конвой гражданских машин. 28 сентября он скончался. Эхуд Барак призвал власти ПНА проявить твёрдость и не допустить дальнейшего разгула террора.
28 сентября лидер оппозиционной партии «Ликуд» Ариэль Шарон под охраной сотен полицейских посетил Храмовую гору. После того как Шарон спустился с Храмовой горы, собравшиеся на горе палестинцы стали закидывать камнями израильских полицейских (см. также раздел Визит Шарона на Храмовую гору).
Позже министр внутренней безопасности Израиля Шломо Бен-Ами заявил, что глава служб безопасности ПНА Джибриль Раджуб обещал ему отсутствие реакции в случае, если Шарон не станет посещать саму мечеть Аль-Акса.
22 октября 2001 года Маруан Баргути в интервью издающейся в Лондоне арабской газете «Аль-Шарк аль-Аусат» признал:
- «Я знал, что взрыв был намечен на конец сентября, но когда Шарон решил подняться к мечети Аль-Акса, я понял, что это — самый удобный момент для начала интифады. В ночь перед визитом Шарона […] я воспользовался представившейся мне возможностью обратиться к телезрителям с призывом прийти на следующее утро к мечети Аль-Акса […] и заставить его убраться восвояси. Я отправился в то утро к Аль-Аксе… Мы пытались инициировать столкновения, но нам не удалось добиться своего из-за возникших между нами разногласий… После того, как Шарон ушёл […] мы обсуждали ситуацию и то, как нам надо реагировать, и не только в Иерусалиме, но и во всех других городах…»[21].

На следующий день, 29 сентября, после пятничной молитвы беспорядки и метание камней возобновились. В беспорядках участвовало десятки тысяч человек. В ответ израильская полиция взяла комплекс на Храмовой горе штурмом. По палестинцам был открыт огонь пулями с резиновым покрытием. В результате как минимум 4 молодых человека с палестинской стороны были убиты и более 100 ранены.

Палестинцы ведут огонь возле Гробницы Йосефа в Наблусе (Шхеме), 1 октября 2000 года

Поджог полицейского участка у Львиных ворот в Старом городе Иерусалима, 6 октября 2000 года

Массовые беспорядки в Восточном Иерусалиме всколыхнули города Иудеи и Самарии (Западный берег р. Иордан). Палестинцы нападали на израильские блок-посты и поселения, используя камни, бутылки с зажигательной смесью и огнестрельное оружие. Палестинцы захватили и разгромили еврейские святыни — могилу Йосефа близ Наблуса (Шхема) и могилу Рахели у Вифлиема (Бейт-Лехема). Согласно Б. Моррису, ПНА в дальнейшем принесла официальные извинения и восстановила обе святыни. Другие источники указывают, что могила Йосефа долгое время находилась в запущении, и доступ израильтянам в восстановленную гробницу был дозволен только в декабре 2008 года, после восьми лет борьбы и жертв.
В результате столкновений на Западном берегу р. Иордан и в Секторе Газа по состоянию на 10 октября 2000 года было убито 90 палестинцев и более 2000 ранено.
Согласно заявлению представителя Израиля на заседании СБ ООН:
- «… это были не столкновения с мирными демонстрантами, а координированная эскалация насилия на всей территории Западного берега и Сектора Газа. Во многих случаях из толп демонстрантов открывался огонь. Во всех этих случаях израильские военные проявляли крайнюю сдержанность в попытке восстановить общественный порядок и открывали ответный огонь только при крайней необходимости и в случае угрозы для жизни и здоровья мирных граждан, полиции и солдат, как это и обязано делать любое государство…».

Волнения начались и среди арабов-граждан Израиля, в отличие от Первой интифады, в которой израильские арабы не принимали участие. В начале октября 2000 года на севере Израиля в арабских городах и деревнях прошли массовые шествия, демонстрации, сопровождающиеся перекрытием дорог, поджогом покрышек, забрасыванием камнями проезжавших машин и столкновениями с израильской полицией; в результате чего, погибли 1 еврей и 13 арабов (из них — 12 граждан Израиля), многие, в том числе, и сотрудники полиции были ранены. Интифада среди арабских граждан Израиля была подавлена, но некоторые арабские населённые пункты евреям не рекомендуется посещать до сих пор.
12 октября 2000 года палестинская полиция задержала двух израильских солдат-резервистов, по ошибке заехавших в город Рамалла. Толпа палестинцев ворвалась в полицейский участок, линчевала солдат и надругалась над их телами. Это происшествие было заснято на камеру итальянскими корреспондентами. Израиль в тот же день ответил нанесением авиаударов по палестинским полицейским участкам (в том числе и тому, где линчевали солдат), а также по другим целям. В результате этих ударов по некоторым данным пострадавших не было, так как палестинцы были предварительно предупреждены израильскими силами.

## Последующие события
Последовали многочисленные теракты, обстрелы иерусалимского квартала Гило и автомашин на автотрассах Иудеи и Самарии, а с марта 2001 года взрывы террористов-смертников в торговых центрах и автобусах.
Практически все нападения осуществили террористы, прибывшие из сектора Газы, Иудеи и Самарии.
Израильские власти ответили установкой блокпостов, интенсивными рейдами по задержанию или уничтожению членов террористических организаций, а после крупных терактов — и временной блокадой территорий. Был введён запрет на посещение евреями палестинских территорий. В ходе израильских рейдов нередко гибли и мирные палестинцы.
Активное участие в проведении терактов, в том числе и тех, непосредственными исполнителями которых являлись боевики группировок, формально не находящихся под контролем ПНА, приняли сотрудники её силовых ведомств. Полицейские и сотрудники спецслужб многократно предоставляли убежища разыскиваемым террористам и препятствовали их задержанию. В докладе Государственного департамента США отмечалось ключевая роль сотрудников организаций Подразделение 17, Превентивная служба безопасности в секторе Газа, Танзим в терактах против израильтян, и сотрудничество администрации ПНА с ХАМАС в ходе интифады.

### 2000 год
16 октября президент США Билл Клинтон срочно вылетел в Шарм-эш-Шейх, Египет. Там при его посредничестве Эхуд Барак и Ясир Арафат пытались прийти к соглашению о мерах по прекращению конфликта. Хотя израильский и палестинский лидеры согласились сделать заявления, осуждающие насильственные действия в секторе Газа и на Западном берегу, реально эта встреча не привела к прекращению столкновений. Арафат согласился выступить с заявлением, осуждающим насилие, при условии, что Израиль снимет блокаду с палестинских городов и согласится на международное расследование причин начала столкновений. Было принято решение об установление перемирия. Однако за несколько минут до вступления перемирия в силу, палестинские боевики открыли огонь по израильскому КПП близ Наблуса, ответным огнём было убито 5 палестинцев. Согласно Гардиан, Израиль спустя несколько дней отказался сотрудничать с комиссией по расследованию, о создании которой объявила комиссар ООН по правам человека Мэри Робинсон. Власти ПНА обвинили Израиль в срыве договорённостей достигнутых в Шарм-аль-Шейхе и в желании «уйти от мирных переговоров».
2 ноября 2000 год группировкой исламский Джихад был совершён теракт на рынке Махане Иегуда в Иерусалиме. При взрыве заминированной машины погибло 2 человека. В BBC при этом сочли необходимым отметить, что это был первый такой теракт в пределах Зелёной черты с момента начала интифады, и что к этому времени погибло 170 человек, в основном арабы (подробнее см. статистический анализ ICT в разделе «Жертвы интифады»).

### 2001 год
В декабре 2000 года, после окончательного развала коалиции, Эхуд Барак объявил об уходе в отставку со своего поста и выставил свою кандидатуру на досрочных выборах на пост премьер-министра. В феврале 2001 года он с большим разрывом проиграл их Ариэлю Шарону.

### Переговоры в Табе
В период с 21 по 27 января (ещё до выборов в Израиле) в Табе (Египет) происходила встреча в верхах между Эхудом Бараком и Ясиром Арафатом. Встреча была организована при посредничестве президента США Клинтона. На встрече шли переговоры об окончательном урегулирование палестино-израильского конфликта. В их ходе произошло некоторое сближение сторон по вопросу Иерусалима.
На пресс-конференции после переговоров стороны заявили, что они «никогда не были так близко к достижению соглашения, и разделяют мнение о том, что остающиеся разногласия могут быть разрешены в ходе продолжения переговоров после выборов в Израиле».
Однако после избрания Шарона мирные переговоры Израиля и ПНА окончательно прекратились.

### Дальнейшие события

Отец 10-месячной Шалхевет Пасс, убитой палестинским снайпером в Хевроне, хоронит свою дочь

4 марта 2001 года в торговом центре Нетании группировкой ХАМАС был совершён теракт-самоубийство. Погибло 3 человека и более 65 было ранено.
26 марта 2001 года в Хевроне выстрелом снайпера из соседнего арабского квартала была убита 10-месячная Шалхевет Паз.
1 июня 2001 года в Тель-Авиве перед входом на дискотеку «Дольфи» подорвал себя арабский террорист-смертник с поясом взрывчатки, в результате чего 23 мирных жителя были убиты и десятки ранены. Это были собравшиеся перед входом подростки, большинство — выходцы из стран бывшего СССР.
В декабре 2001 года, после терактов на рынке «Махане Иегуда» в Иерусалиме, Хайфе и Эмануэле, правительство Израиля объявило администрацию ПHA, возглавляемую Арафатом, «организацией, поддерживающей терроризм». Военные подразделения при возглавляемом Арафатом движении ФАТХ, включая так называемое Подразделение 17 и Танзим, были объявлены «террористическими организациями» и целями для военных акций.

### 2002 год
Пик интифады пришёлся на март 2002 года, когда произошли теракты как на территориях Иудеи и Самарии, так и внутри Израиля. Апогея интифада достигла после крупного теракта в пасхальный вечер 27 марта 2002 год в гостинице «Парк» города Нетания. В результате теракта 30 человек погибли, 140 были ранены.
В апреле 2002 года была проведена операция «Защитная стена» («Хомат Маген») в городах Шхем, Хеврон и других, в ходе которой были уничтожены мастерские по производству взрывчатки и произведены аресты членов террористических организаций. Пиком операции стали бои в Дженине, которые руководство ПНА, на основании не соответствующей действительности информации о «тысячах погибших», назвало «бойней» (на деле, в ходе боя погибло 52 араба, включая мирных жителей и 23 солдата АОИ). Версия ПНА была поддержана рядом мировых СМИ и членов руководства ООН, в результате усилилось международное давление на Израиль с требованиями провести расследование и прекратить операцию. Таким образом, предполагавшееся расширение операции на Сектор Газа было отменено. Тем не менее, операция подорвала возможности террористов в Иудее и Самарии.
Согласно данным, представленным МИД Израиля:
- «В ходе военной операции „Защитная стена“ получены явные доказательства того, что Палестинская администрация во главе с Арафатом обеспечивала поддержку и была активным участником террора. Арафат и его близкое окружение прямо отвечают за хладнокровное убийство мирных жителей Израиля»[80].

Ясир Арафат фактически оказался под «домашним арестом» в своей резиденции в г. Рамалла, где был вынужден оставаться почти до самой смерти.

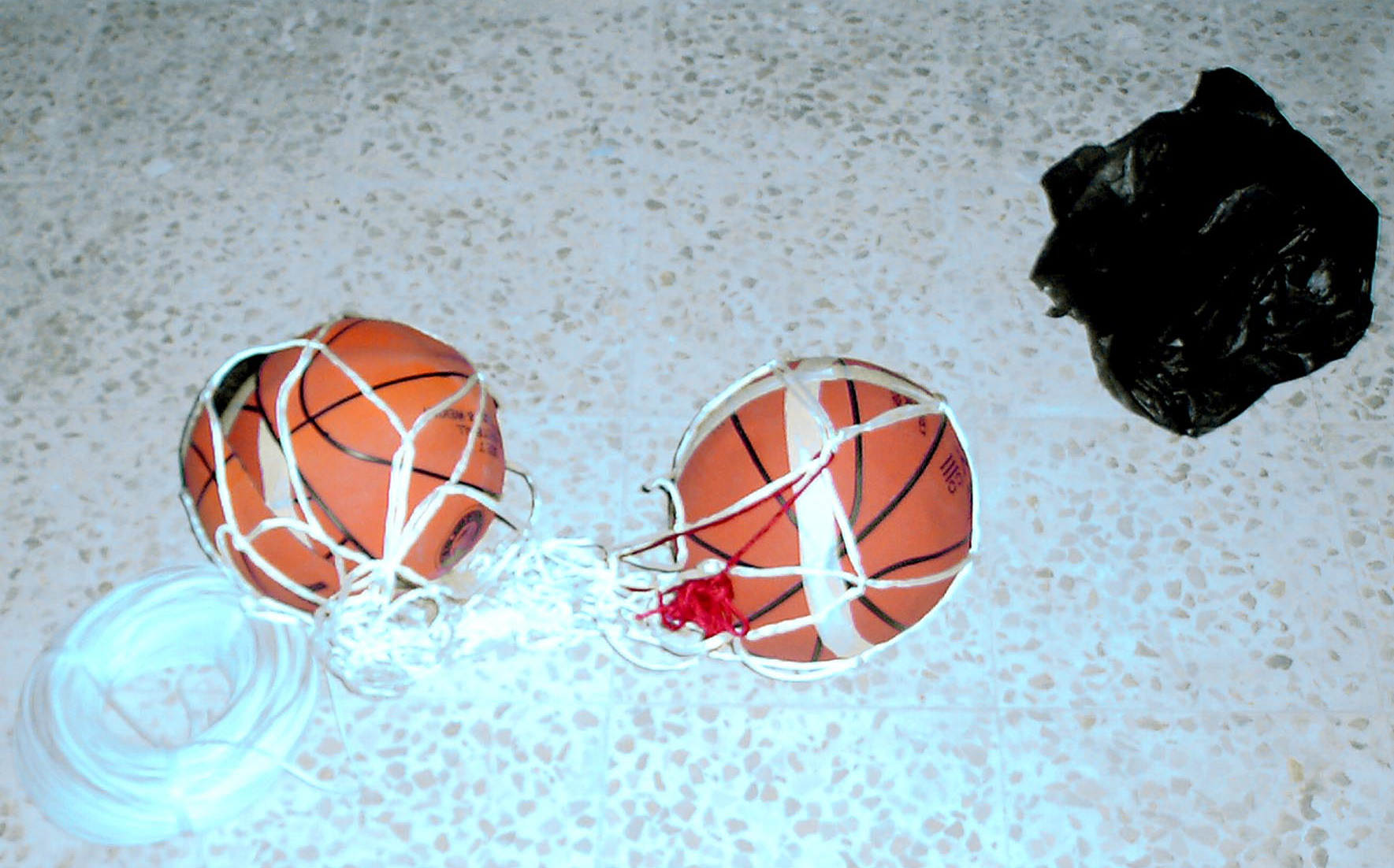
Взрывные устройства, спрятанные в баскетбольных мячах, обнаруженных в одной из двух подпольных лабораторий во время операции Армии обороны Израиля в Рамалле 1 декабря 2003 г.

С апреля 2002 года интифада пошла на существенный спад и к осени ограничилась отдельными терактами.

### 2003—2005 годы
В ноябре 2004 года в парижской больнице от неназванной причины умер бессменный лидер палестинцев Ясир Арафат. Ранее в результате действий израильских ВВС были убиты лидеры ХАМАСа шейх Ахмед Яссин и его преемник д-р Рантиси. С уходом со сцены этих лидеров, интифада приняла дезорганизованный и зачастую местный характер, не охватывая всю территорию Палестинской автономии. Но регулярным явлением стали ракетные и миномётные обстрелы города Сдерот и прилегающих кибуцев из получившего фактическую независимость после ухода израильской армии и эвакуации еврейских населённых пунктов сектора Газа.

## Последствия
Результатом интифады явились экономический спад в Израиле и Палестинской автономии — особенно крупный ущерб понесли туризм, общественное питание, зрелищные мероприятия.

## «Обзор за 2004 год — данные и тенденции в области терроризма»
27 сентября 2004 г. Общая служба безопасности Израиля «Шабак» опубликовала на своём сайте документ под названием «Обзор за 2004 г. — данные и тенденции в области терроризма», в котором представила своё видение характерных особенностей палестино-израильского противостояния за период с начала второй интифады:
- массовая гибель мирных жителей Израиля в результате целенаправленных атак исламских террористов;
- участие в организации терактов израильских арабов, а не только жителей Иудеи, Самарии и Газы;
- усиливающаяся координация действий между отдельными террористическими группировками как реакция на массовые аресты участников, осуществляемые израильскими службами безопасности;
- сохранение роли Иудеи как идеологического и организационного центра терроризма;
- активное участие ливанской шиитской организации «Хезболла» в террористической деятельности на территории Израиля.

В обзоре также сделан вывод о личной ответственности за теракты главы Палестинской автономии Ясира Арафата и отмечена эффективность Защитной стены, после создания которой количество жертв терактов среди мирного населения упало на 84 %.
Авторы обзора отмечают, что во время второй интифады в террористических актах приняли активное участие израильские арабы. Первый теракт, совершённый арабом — гражданином Израиля, состоялся в Нагарии в 2001 году. В 2002 году в Израиле было выявлено уже более 30 террористических организаций с участием израильских арабов. За период с 2000 по 2004 годы службы безопасности арестовали за участие в терактах 150 израильских арабов. В 20 терактах, подготовленных и проведённых ими, погибли 163 израильтянина.
Ещё в начале апреля 2004 года Ави Дихтер, занимавший в то время пост руководителя Шабак, выступая перед кабинетом министров Израиля, заявил, что со времени вспышки насилия в 2000 году около тысячи арабов из Восточного Иерусалима оказались напрямую вовлечены либо в осуществление террористических актов, либо в транспортировку террористов, которые осуществляли теракты, при этом ещё гораздо большее их число было задействовано в сборе разведывательной информации для проведения терактов. По словам Дихтера, израильских арабов и так часто используют в перевозке людей или снаряжения для терактов без их ведома, но арабы Восточного Иерусалима, вовлечённые в подобную деятельность, занимаются ею по собственной воле и желанию.
Отдельный раздел документа посвящён участию «Хезболлы» в деятельности палестинских террористов на территории Израиля. Служба безопасности отметила 4 основных направления работы «Хезболлы» на израильской территории:
- внедрение иностранных граждан или владельцев иностранных документов для подготовки и проведения террористических актов;
- помощь арабским террористам Иудеи и Самарии в организации инфраструктуры террора;
- контрабанда вооружения и взрывчатых веществ на территорию Израиля;
- финансирование палестинских террористических организаций.

## Влияние интифады на общественное мнение

### В Израиле
Со времени подписания Соглашений в Осло от 66 % до 85 % израильтян, опрошенных в 1993—1999 годах, отмечали, что чувствуют «обеспокоенность» или «высокую обеспокоенность» за свою личную безопасность. Уровень обеспокоенности личной безопасностью ещё более возрос после начала 2-й интифады. Более того, сильно сократился процент тех, кто считал подписание каких-либо договоров с палестинцами свидетельством грядущего завершения конфликта (в 2000 г. он сократился до 45 %, в 2001 г. — до 30 %, а в 2002 г. — до 26 %). В сентябре 2002 года 80 % опрошенных полагали, что Арафат абсолютно не релевантен как партнёр по мирному процессу, и 81 % — что он совершенно не заинтересован в том, чтобы ближневосточный конфликт был завершён.
Одним из результатов изменения общественного мнения стало поражение Э. Барака на выборах в феврале 2001 года. Изменилось и мнение многих из тех журналистов, политиков и историков, кто традиционно поддерживал Соглашения в Осло.
Так депутат Кнессета от партии «Мерец» А. Рубенштейн, писал в октябре 2000 года, что
- .".. палестинские лидеры и экстремисты среди израильских арабов (большинство из них, пассивно, но отвергает насилие и мусульманско-арабский расизм) допускают большую ошибку, которая может привести к трагическим последствиям для всего Ближнего Востока…"[86]

Журналист Э. Яари писал в сентябре 2001 года:
- "Сегодня, по моему убеждению, репутация Арафата запятнана окончательно и бесповоротно. […] Рабочей посылкой переговоров в Осло было то мнение, что соглашения станут своего рода очистительным горнилом, в котором произойдёт перерождение террориста Арафата и ООП. Сегодня можно считать доказанным, что подобной метаморфозы с нашими героями не случилось. […] "[87].

Историк Б. Моррис — в интервью Ари Шавиту (Хаарец):
- А. Ш.: «Таким образом, Осло является ошибкой и мировоззрение Израильского движения за мир основывается на базовой ошибке?»
- Б. М.: «Арафат не стал хуже. Он просто обманул нас. Он никогда не был искренним в готовности к компромиссу и примирению. […] Я уверен, что израильская разведка располагает данными, согласно которым во внутренних беседах Арафат всерьёз говорит о поэтапном плане уничтожения Израиля. […] …палестинцы не согласны отказаться от „права на возвращение“. Они сохраняют это право, как способ разрушить Еврейское государство. Они не потерпят Еврейского государства ни на 80 % территории, ни даже на 30 %. По их мнению, палестинское государство должно занимать всю территорию»[88].

Согласно Раисе Эпштейн, сам Ари Шавит в июне 2001 года обвинил «израильский лагерь мира» в молчании в то время как его «мировоззренческие союзники» убивают израильтян, проживающих за «зелёной чертой», а у левого, по её мнению, журналиста газеты Маарив, вызвало «боль и возмущение» поведение представителей партии «Мерец», Й. Сарида, М. Раза и других, не отменивших своего визита к Арафату и после линча двух израильских подростков из Ткоа.
В своей книге под названием «Седьмая война» израильские журналисты Ави Иссахаров (радиостанция «Голос Израиля») и Амос Харель (газета «Гаарец») писали, что «главари ХАМАСа» в Газе и израильских тюрьмах открыто признались им в том, что именно «израильские левые и лагерь мира поощряли их продолжать теракты с использованием смертников»

### В ПНА
В феврале 2001 года более половины опрошенных жителей ПНА оправдывало теракты против израильтян, включая мирных жителей. (рус.)
Проведённый в марте 2002 года опрос показал, что 64,3 % палестинцев поддерживало теракты смертников против израильтян, 51,3 % — считало, что интифада служит их интересам, в то время как 32,4 % заявили, что она наносит им ущерб.

## Жертвы интифады

### Израильтяне
Согласно данным «Информационного центра изучения терроризма» на май 2008 года и МИД Израиля, с начала интифады и до 28 декабря 2008 г., жертвами палестинского насилия и террора в Израиле стали 1201 человек, 368 из них — военнослужащие.
По данным Бецелем, за рассматриваемый период погибло более 1000 израильтян (включая солдат и 123 ребёнка) и 65 иностранных граждан.
На 4 октября 2010 года организация «Kids for Kids», основанная в декабре 2000 года для помощи израильским детям — жертвам террора, приводит следующие данные о пострадавших в ходе интифады израильских детях: более 200 — убиты, 917 — осиротели, 2,007 — ранены физически и тысячи получили психологические травмы в результате терактов, бомбардировок, снайперского и миномётного огня.

### Палестинцы
По данным организации «Бецелем», в ходе интифады с сентября 2000 по декабрь 2008 года погибло около 5000 палестинцев[уточнить] — 4860 палестинцев, убитых израильскими силами безопасности
— 47 палестинцев, убитых израильскими гражданскими лицами и 93 террористов[уточнить], в том числе 955 несовершеннолетних палестинцев.

### Общие данные
В статистическом анализе, проведённом Израильским «Институтом международной политики по борьбе с терроризмом» (ICT, Герцлия) на основе источников с обеих сторон, приведены следующие данные о жертвах интифады за период с 27 сентября 2000 по 1 января 2005 года (в сравнении с данными «Бецелема» за тот же период):
| Жертвы                                                           | палестинцы | палестинцы | израильтяне | израильтяне |
| Жертвы                                                           | ICT        | Бецелем    | ICT         | Бецелем     |
| ---------------------------------------------------------------- | ---------- | ---------- | ----------- | ----------- |
| всего                                                            | 3179       | 3313       | 1010        | 946         |
| из них — женщин                                                  | 140        |            | 316         |             |
| «убитые своими»                                                  | 406        | 153        | 22          |             |
| участники боевых действий, убитые противоположной стороной       | 1542       | 959        | 215         | 305         |
| не участники боевых действий, убитые противоположной стороной    | 1099       | 1480       | 764         | 641         |
| (нет данных)                                                     | 132        | 721        | 9           |             |
| не участники боевых действий, младше 12 лет                      | 88         |            | 46          |             |
| не участники боевых действий, мужчины в возрасте 12—29 лет       | 581        |            | 178         |             |
| не участники боевых действий, мужчины в возрасте 45 лет и старше | 89         |            | 255         |             |

Статистические данные ICT за период с сентября 2000 по июнь 2002 года (рус.):

### Дети и мирные жители среди пострадавших
Согласно заявлениям представителей ЦАХАЛа, значительное количество детей и мирных жителей среди пострадавших объясняется тем, что силовики ПНА цинично использовали их в качестве прикрытия для своих атак.
Как пишет Джонатан Шанцеру из журнала Middle East Quarterly, тот факт, что почти все из этих (погибших с начала 2-й интифады по 15 апреля 2002 года) детей находились на передовых линиях конфликта и призывались к этому как их семьями, так и официальными массмедиа ПНА, не удивителен. В конце концов, именно ПНА в течение нескольких лет осуществляла военную подготовку молодёжи, в том числе и использованию автоматического и другого оружия. Кроме того, в первые месяцы интифады семьям пострадавших выплачивалось по $ 2000 за каждого погибшего, и по $ 1000 — за раненого ребёнка.
Согласно отчёту ШАБАК, с начала интифады и по сентябрь 2004 года 292 детей и подростков в возрасте от 11 до 17 лет приняли участие в действиях террористических организаций. Их привлекали для осуществления терактов, направленных как против гражданского населения, так и против ЦАХАЛа, в результате которых погибло и было ранено множество израильтян.